# Grypoctonus engeli
Grypoctonus engeli är en tvåvingeart som beskrevs av Hradsky och Geller-grimm 1998. Grypoctonus engeli ingår i släktet Grypoctonus och familjen rovflugor. Inga underarter finns listade i Catalogue of Life.